# Jassa herdmani
Jassa herdmani is een vlokreeftensoort uit de familie van de Ischyroceridae. De wetenschappelijke naam van de soort is voor het eerst geldig gepubliceerd in 1893 door Alfred Osten Walker.